# Casavieja
Casavieja là một đô thị trong tỉnh Ávila, Castile và León, Tây Ban Nha. Theo điều tra dân số 2008 (INE), đô thị này có dân số là 1.663.